# Pałac Taurydzki
Pałac Taurydzki (ros. Таврический дворец) – neoklasycystyczny pałac znajdujący się w Petersburgu przy ul. Szpalernej 47, wybudowany w latach 1783–1789. Z tyłu gmachu znajduje się Park Taurydzki (Tawriczeskij sad).

## Opis
Pałac został wybudowany dla faworyta Katarzyny II, Księcia Taurydy Grigorija Aleksandrowicza Potiomkina. Projekt i prace budowlane były wykonywane pod kierunkiem Iwana Starowa, który był ulubionym architektem księcia. Zgodnie z projektem obok pałacu powstało rozległe założenie parkowe oraz nabrzeże, które mogło być połączone kanałem z Newą. Prace budowlane trwały sześć lat (1783–1789). Rezydencja była uważana za najbardziej okazałą w XVIII-wiecznej Rosji i służyła jako model przy projektowaniu niezliczonych dworów wznoszonych w całym Imperium Rosyjskim.
Pozycję Potiomkina na dworze carycy próbował podkopać jej nowy kochanek, podsunięty przez przeciwników – Płaton Zubow. Na krótko przed śmiercią w ciągu czterech miesięcy Potiomkin wydał około 850 tys. rubli na bankiety i bale organizowane w Pałacu Taurydzkim. Jeden z nich został opisany znanego rosyjskiego poetę Gawriiła Dierżawina w jego najdłuższym utworze. Pomimo wielkich zabiegów i olbrzymich wydatków związanych z chęcią zdobycia uczucia carycy, księciu nie udało się zyskać jej przychylności. Został oddelegowany przez Katarzynę II do Jass, gdzie miał prowadzić negocjacje pokojowe. Zmarł w drodze, nieopodal tego miasta, 16 października 1791.
Kilka miesięcy po śmierci Potiomkina, Katarzyna II zakupiła pałac i nakazała architektowi Fiodorowi Wołkowowi przekształcić go w letnią rezydencję. Wołkow był odpowiedzialny za poważną rozbudowę rezydencji, do której zaliczyć można m.in. wybudowanie teatru we wschodnim oraz cerkwi – w zachodnim skrzydle pałacu. Na terenie ogrodów i parku – położonych w bezpośrednim sąsiedztwie budynku – zaprojektował Pawilon Admiralicji, dom ogrodnika, oranżerię, szklarnie, mosty, oraz ozdobne ogrodzenie. W Pałacu począwszy od końca XVIII do połowy XIX w. była przechowywana drogocenna rzeźba Taurydzkiej Wenus, której nazwa ma bezpośredni związek z jej wieloletnim składowaniem w tym miejscu.
Po śmierci carycy Katarzyny II jej syn i następca – Paweł I, kierowany niechęcią do jej byłego faworyta (Potiomkina) urządził w salach pałacu stajnie dla swojego ulubionego pułku kawalerii.
W XIX w. pałac został gruntownie odnowiony i zmodernizowany przez Carla Rossiego i Wasilija Stasowa, po czym przez wiele lat służył jako rezydencja. Warto dodać, iż w ciągu pierwszych 25 lat XIX w. zatrzymywał się tu dość często car Aleksander I. Następnie przez jakiś czas w pałacu zamieszkiwał dziedzic perskiego tronu, po czym przez wiele lat gmach nie posiadał właściciela.
W 1906 pałac został siedzibą Dumy Państwowej Imperium Rosyjskiego (funkcję tę pełnił do 1910).
Wkrótce po wybuchu rewolucji lutowej 1917 stanowił siedzibę Rządu Tymczasowego oraz (do lipca 1917) Piotrogrodzkiej Rady Delegatów Robotniczych i Żołnierskich. 
Wydarzenia, które miały miejsce w bezpośrednim pobliżu oraz wewnątrz Pałacu Taurydzkiego, na wiele dziesięcioleci zadecydowały o przyszłości Rosji i świata.
25 listopada 1917 odbyły się w Rosji demokratyczne wybory do zgromadzenia ustawodawczego. 5 stycznia?/18 stycznia 1918 w Pałacu Taurydzkim odbyło się pierwsze i jedyne posiedzenie wybranego w tych wyborach Wszechrosyjskiego Zgromadzenia Ustawodawczego (Konstytuanty). Przewodniczącym Zgromadzenia został wybrany Wiktor Czernow z partii socjalistów-rewolucjonistów (eserowców). Masowe demonstracje uliczne w Piotrogrodzie w obronie Zgromadzenia zostały stłumione przez bolszewików przy użyciu broni palnej. Bolszewicy zażądali od Zgromadzenia uchwalenia zrzeczenia się uprawnień legislacyjnych. Zgromadzenie miało zatwierdzić wszystkie dekrety już wydane przez Radę Komisarzy Ludowych, a następnie odroczyć obrady. Kluczowy punkt przedstawionej przez bolszewików uchwały brzmiał: Zgromadzenie Konstytucyjne uważa, że zadania jego wyczerpują się na ustanowieniu głównych podstaw socjalistycznej przebudowy społeczeństwa. Wniosek został odrzucony większością 237 przeciw 136 głosom. Po odrzuceniu przez Konstytuantę wniosku bolszewików, ci opuścili posiedzenie, oświadczając, że Zgromadzenie opanowali „kontrrewolucjoniści”. Zgromadzenie kontynuowało obrady. O 2.30 nad ranem salę posiedzeń opuścili sprzymierzeni z bolszewikami lewicowi eserowcy. O godz. 4 nad ranem, gdy Wiktor Czernow ogłaszał zniesienie prywatnej własności ziemi, bolszewicka ochrona pałacu zażądała zakończenia posiedzenia. Czernow kontynuował obrady jeszcze przez 20 minut, po czym pod presją wkraczających do sali dalszych uzbrojonych oddziałów bolszewickich odroczył posiedzenie do godziny 17. tego samego dnia. Zgromadzenie już nigdy więcej się nie zebrało.
W dniach 23 - 31 stycznia 1918 roku w pałacu odbył się III Ogólnorosyjski Zjazd Rad (Третий Всероссийский съезд Советов рабочих, солдатских и крестьянских депутатов)
W marcu 1918 bolszewicy zorganizowali w tym miejscu VII Zjazd Socjaldemokratycznej Partii Robotniczej Rosji (bolszewików), na którym m.in. zadecydowali o zmianie nazwy partii (odtąd: Rosyjska Partia Komunistyczna (bolszewików)).
Obecnie Pałac Taurydzki jest siedzibą Międzyparlamentarnego Zgromadzenia Państw Członkowskich Wspólnoty Niepodległych Państw (Межпарламентская ассамблея государств – участников СНГ) i nie jest udostępniony dla turystów.

## Fotogaleria

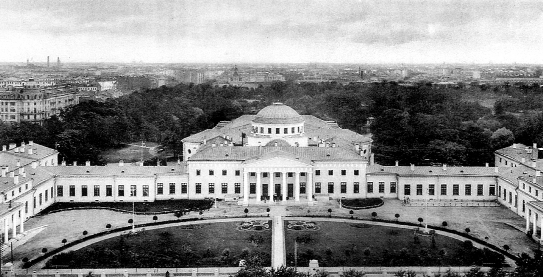
Pałac Taurydzki w 1914
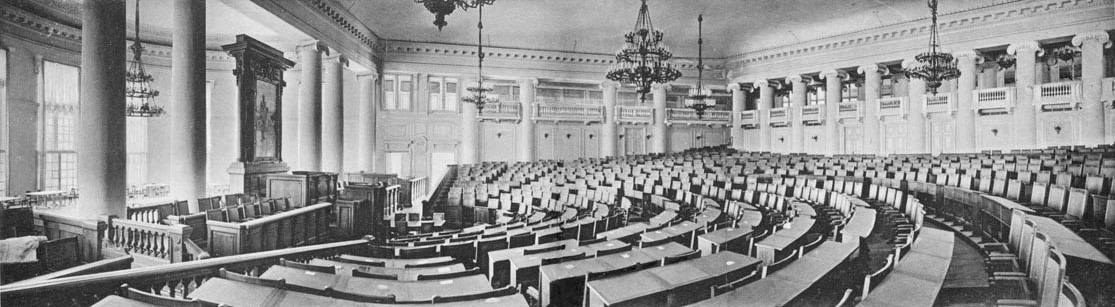
Izba plenarna I Dumy Państwowej Imperium Rosyjskiego w Pałacu Taurydzkim (1906)
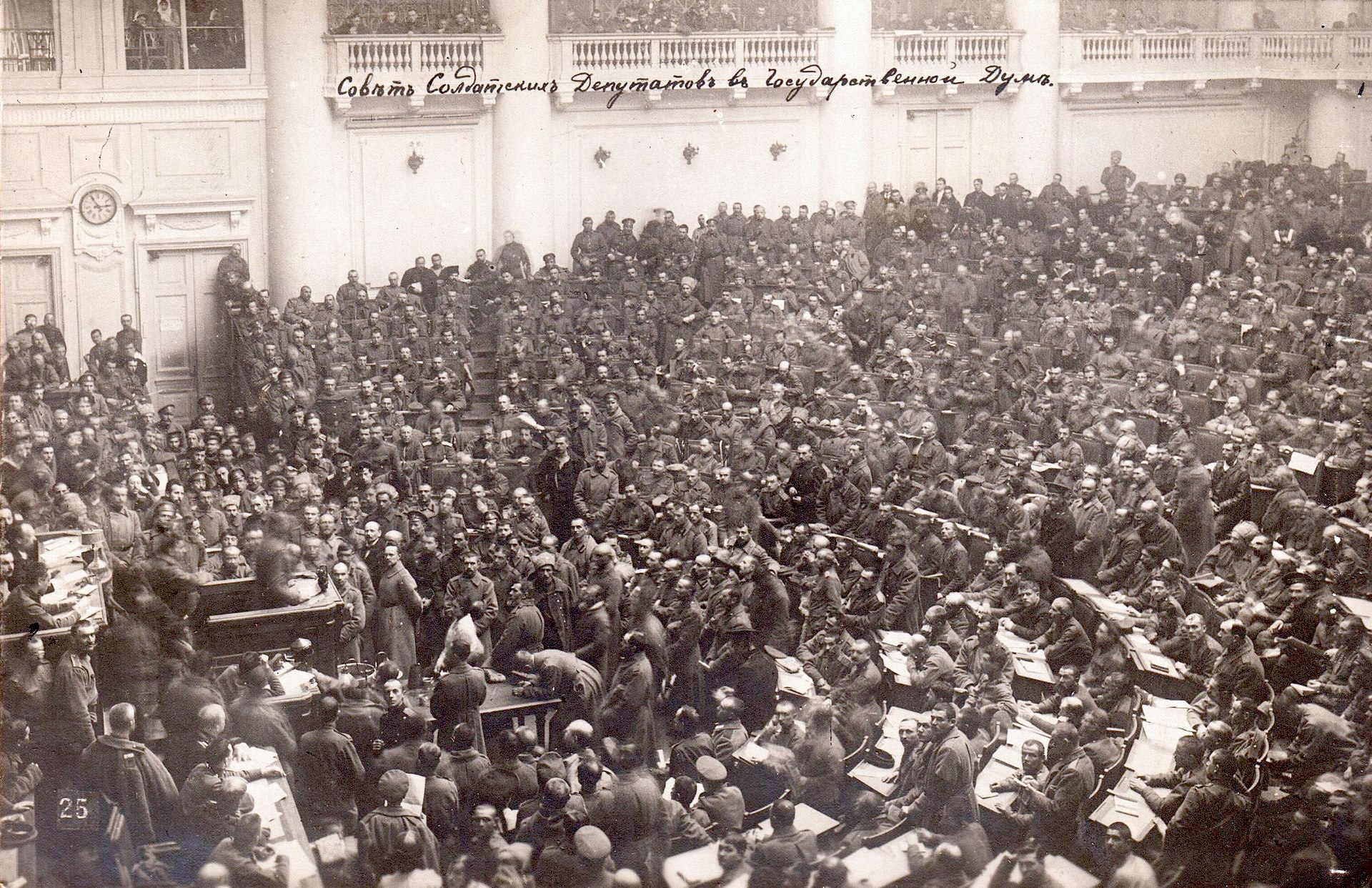
Obrady Piotrogrodzkiej Rady Delegatów Robotniczych i Żołnierskich w Pałacu Taurydzkim, 1917
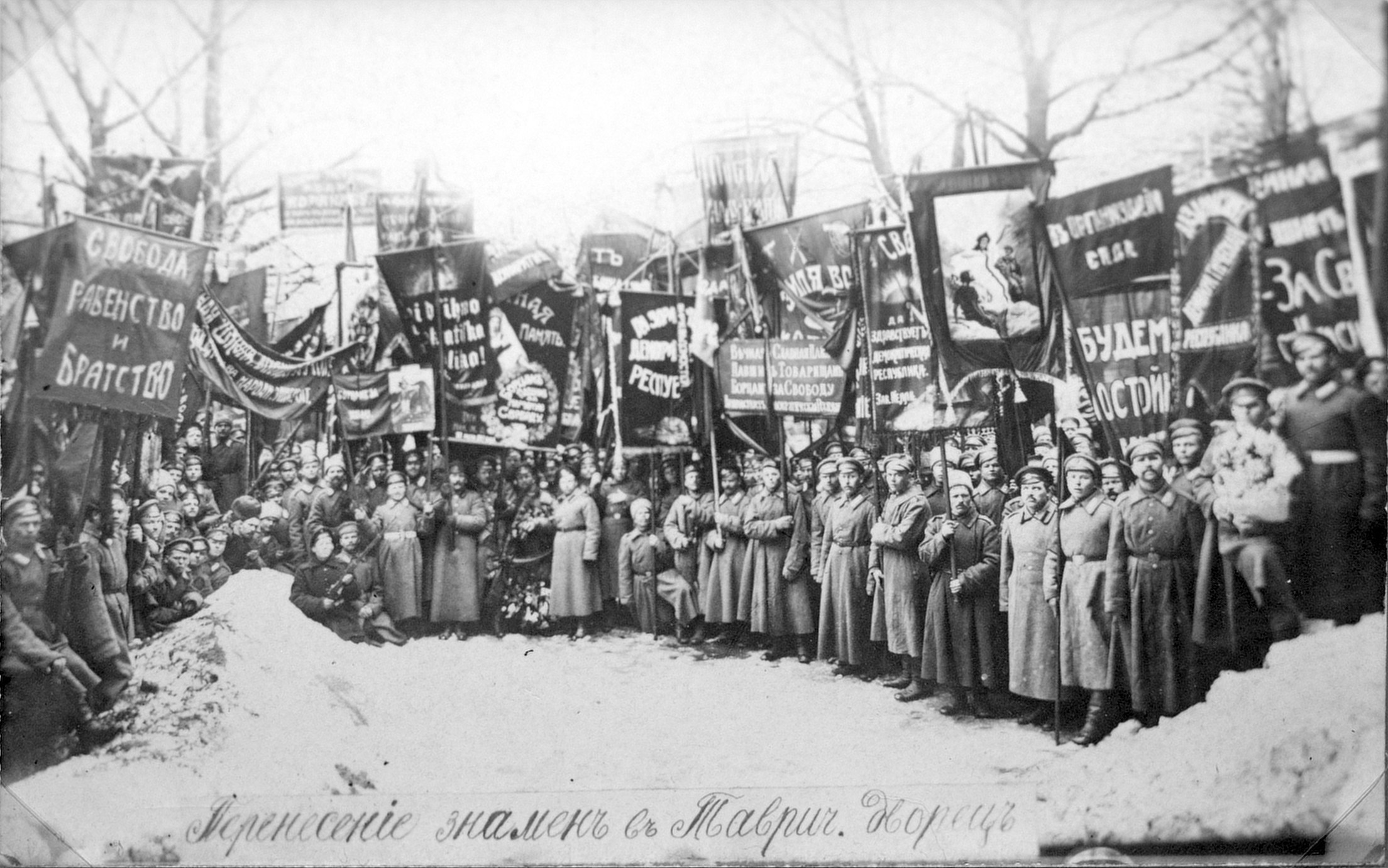
Demonstracja żołnierska przed Pałacem Taurydzkim - Свобода, равенство, братство (Wolność, równość, braterstwo), 1917